# Faussaire espagnol

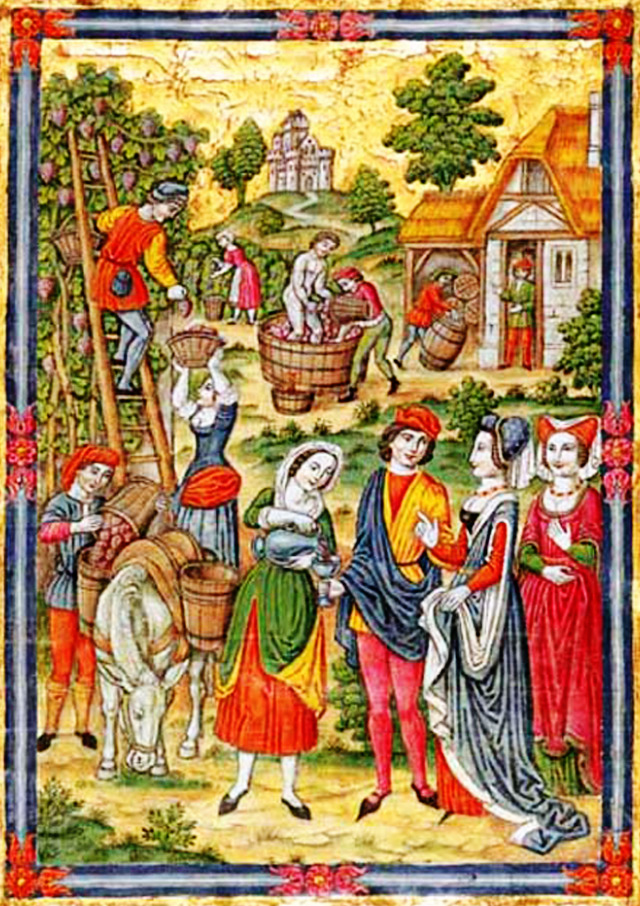
Un faux attribué au faussaire espagnol : enluminure représentant une scène de vendanges et de dégustation de vin, peinte au recto d'un feuillet d'un antiphonaire italien du XIV.

Le Faussaire espagnol est le nom de convention donné à un faussaire, peintre et enlumineur, actif à Paris à la fin du XIXe et au début du XXe siècle, connu pour ses nombreux faux d'art médiéval.

## Historique

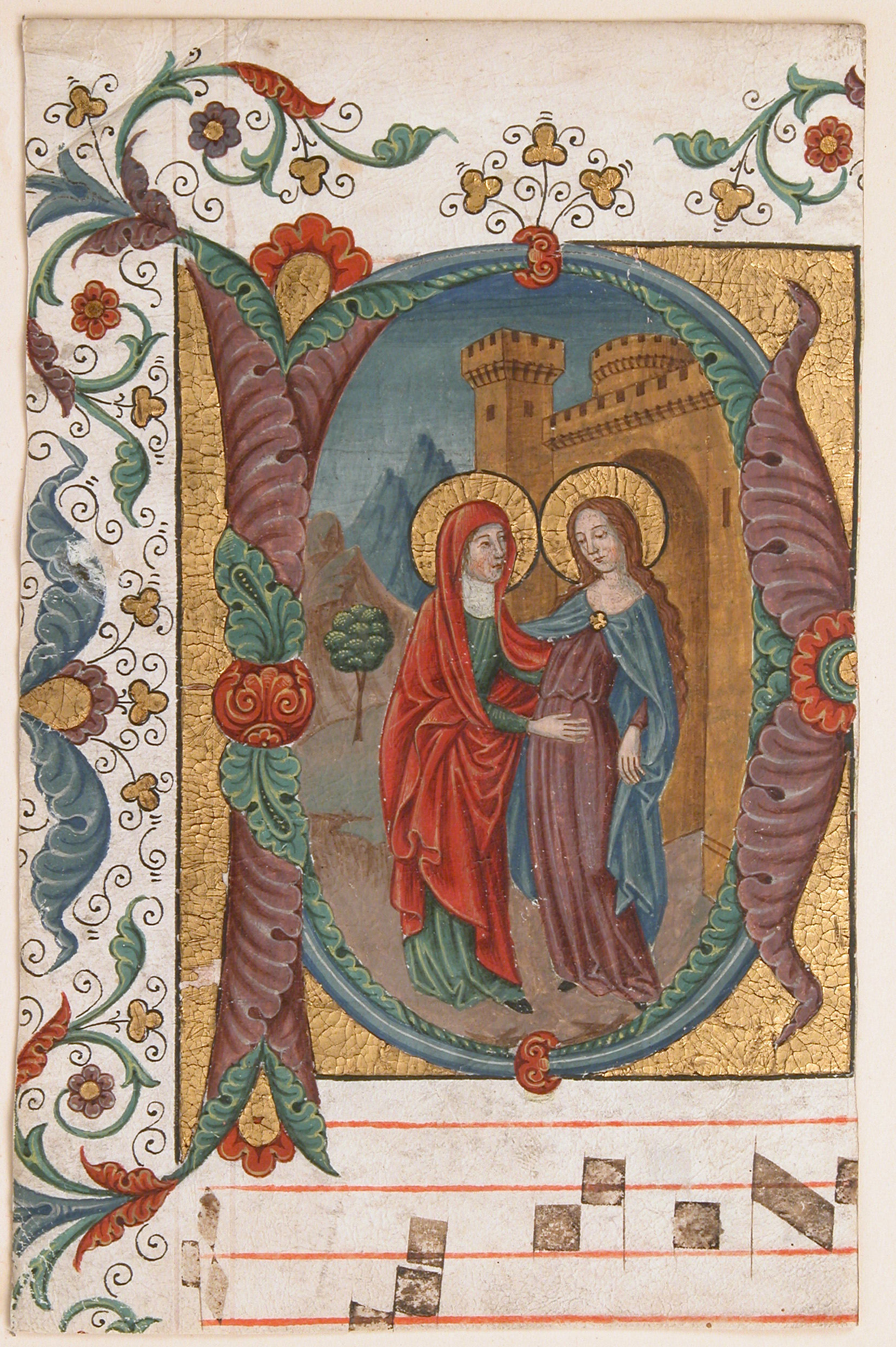
Enluminure représentant la Visitation, faux attribué au faussaire espagnol conservé au Metropolitan Museum of Art.

Non encore identifié, connu aussi en langue anglaise sous le nom  The Spanish Forger à cause de plusieurs miniatures et tableaux dans un style analysé au départ comme pseudo espagnol, en fait il réalise plutôt des imitations de l’art français du Moyen Âge. Il était probablement actif à Paris à la fin du XIXe et au début du  XXe siècle. Ce point a pu être établi par l’étude de ses pigments, et par l’étude de ses sources d’inspiration pour réaliser ses faux. Les historiens de l’art se sont aperçus que ce personnage connaissait des thèmes et des œuvres par l’intermédiaire de livres sur l’art médiéval publiés surtout à Paris. Comme tout faussaire, il n’échappe pas à son temps, et son style est identifiable. À New York, la Pierpont Morgan Library lui a consacré une exposition en 1978.
Le faussaire espagnol est devenu un artiste à part entière, ses œuvres se vendent en galerie ou aux enchères, présentées comme ce qu’elles sont : des imitations.
Le nom du peintre belge Ferdinand Charles François de Pape (1810-1885) a été suggéré comme identification plausible du faussaire espagnol.